# Taji
Taji or Al-Taji (arabe : التاجي) est une ville située à environ 30 km au nord de Bagdad en Irak.
En 2003, Sa population est d’environ 200 000 habitants.